# Ko Akuma Usagi no Koibumi to Machine Gun e.p.
«Ko Akuma Usagi no Koibumi to Machine Gun e.p.» (小悪魔USAGIの恋文とマシンガンe.p.) es el décimo quinto sencillo de la banda Oshare Kei: Antic Cafe, publicado en 2008 y perteneciente al álbum BB Parallel World. Debido a su duración se puede considerar como un EP, pero igual, en el sitio oficial, está como un sencillo.

## Canciones

### Limited Edition

#### CD
| CD  |                                                                                              |          |  |
| N.º | Título                                                                                       | Duración |  |
| 1.  | «MY ♥ LEAPS FOR "C"»                                                                         | 3:34     |  |
| 2.  | «Kawayu's Яock (可愛湯's ЯocК)»                                                              | 3:05     |  |
| 3.  | «Zetsubou»                                                                                   | 3:33     |  |
| 4.  | «Nyappy in the world 4 -Hannyaka Kyo no Theme- (Nyappy in the world 4 -般ニャ化教のテーマ-)» | 4:05     |  |

#### DVD
| DVD |                                          |          |  |
| N.º | Título                                   | Duración |  |
| 1.  | «MY ♥ LEAPS FOR "C"» (Promotional Video) | 3:34     |  |

### Regular Edition
| CD  |                                                                                              |          |  |
| N.º | Título                                                                                       | Duración |  |
| 1.  | «MY ♥ LEAPS FOR "C"»                                                                         | 3:34     |  |
| 2.  | «Kawayu's Яock (可愛湯's ЯocК)»                                                              | 3:05     |  |
| 3.  | «Zetsubou»                                                                                   | 3:33     |  |
| 4.  | «Nyappy in the world 4 -Hannyaka Kyo no Theme- (Nyappy in the world 4 -般ニャ化教のテーマ-)» | 4:05     |  |